# Tony Morley
Pour les articles homonymes, voir Morley.
Tony Morley, de son nom complet William Anthony Morley, est un footballeur international anglais né le 26 août 1954 à Ormskirk. Il évoluait au poste d'attaquant.

## Biographie
Formé à Preston North End, Tony Morley débute en équipe première à partir de la saison 1972-1973 en deuxième division anglaise,.
En 1976, il rejoint le Burnley FC et découvre la première division avant d'être relégué à la fin de la saison,.
Après quatre saisons avec Burnley, il est transféré à Aston Villa en 1979,.
Le club est sacré Champion d'Angleterre en 1981.
Aston Villa remporte la Coupe des clubs champions lors de la campagne 1981-1982. Morley dispute huit matchs et marque quatre buts dont le but victorieux en demi-finale aller contre le RSC Anderlecht. Aston Villa s'impose 1-0 en finale contre le Bayern Munich et Morley est titulaire durant la rencontre,.
Il remporte la Supercoupe de l'UEFA 1982,.
En 1983, il quitte Villa pour West Bromwich Albion,.
Il est prêté à Birmingham City en 1984,.
En 1985, il est définitivement transféré au club hongkongais Seiko SA,.
Lors de la saison 1986-1987, il évolue sous les couleurs du club néerlandais du FC La Haye,.
En 1987, il revient à West Bromwich Albion,.
Il est prêté au Burnley FC lors de l'année 1988,.
Après la saison 1988-1989 avec West Bromwich, il quitte l'Angleterre pour les États-Unis avec un passage au Rowdies de Tampa Bay,.
Il raccroche les crampons après un passage avec le club maltais du Ħamrun Spartans,.

### En équipe nationale
International anglais, il reçoit six sélections en équipe d'Angleterre pour aucun but marqué entre 1981 et 1982,.
Il joue son premier match en équipe nationale le 18 novembre 1981 contre la Hongrie (victoire 1-0 à Londres) dans le cadre des qualifications pour la Coupe du monde 1982.
Son dernier match est une rencontre de qualifications pour l'Euro 1984 le 17 novembre 1982 contre la Grèce (victoire 3-0 à Thessalonique).

## Palmarès
Aston Villa
| - Championnat d'Angleterre (1) : - Champion : 1980-81. - Charity Shield (1) : - Champion : 1981. |  | - Coupe des clubs champions (1) : - Vainqueur : 1981-82. - Supercoupe de l'UEFA (1) : - Vainqueur : 1982. |